# Autoboty
Autoboty (ang. Autobots) – jedna z dwóch frakcji Transformersów powstałych po rozpoczęciu wojny domowej na Cybertronie (około 9 milionów lat p.n.e. – uniwersum G1). Podobnie jak w przypadku Decepticonów, przynależność do frakcji nie jest obowiązkowa, jednak zazwyczaj do Autobotów dołączają Transformery będące wcześniej uciskane przez Decepticony lub po prostu niechcące kontynuacji wojny. Za pierwszego Autobota uważa się Alpha Triona. Obecnym przywódcą Autobotów jest Optimus Prime (seria G1). Ich potomkami są maximale.

## Znaki szczególne
- Każdy Autobot posiada na swoim ciele wbudowany czerwony symbol przynależności
- Większość Autobotów ma wrodzony szacunek do życia, gdy muszą walczyć, zabijają tylko w ostateczności
- Autoboty nie lubią narażać niewinnych, dlatego w miarę możliwości starają się nie mieszać w swoją walkę innych form życia i ich planet
- Autoboty w większości przypadków preferują zwykłe pojazdy jako swoje tryby alternatywne
- Przywódcy Autobotów posiadają specjalne isnygnia władzy, zwane Matrycą Przywództwa, której właściwości nigdy nie zostały do końca sprecyzowane

## Przywódcy
Przywódca to bardzo ważna funkcja w kulturze Autobotów, dlatego nie może jej pełnić byle kto. O to, by wybrano na to stanowisko odpowiedniego Transformera, dba Rada Starszych, składająca się z najbardziej doświadczonych (i przede wszystkim nie walczących już czynnie) Autobotów. Od jej nominacji nie ma odwołań, jednakże można zakończyć bycie aktualnym przywódcą na trzy sposoby:
-pełniący obecnie funkcję przywódcy Autobot umiera
-obecny przywódca decyduje, że nie powinien dalej dowodzić i ustępuje
-przywódca zostaje odsunięty od funkcji przez Radę Starszych.
Poniżej znajduje się lista znanych do tej pory przywódców Autobotów:
- Alpha Prime (wcześniej i później Alpha Trion)
- Guardian Prime
- Sentinel Prime
- Zeta Prime
- Optimus Prime (wcześniej Orion Pax)
- Rodimus Prime (wcześniej i później Hot Rod)